# México nos Jogos Olímpicos de Verão de 2024
México competiu nos Jogos Olímpicos de Verão de 2024 realizados em Paris, na França, entre 26 de julho e 11 de agosto de 2024. Foi a 25.ª participação do país nos Jogos Olímpicos de Verão desde a estreia em Paris 1900.
Foi representado por 108 atletas que competiram em 24 esportes. Conquistou cinco medalhas, sendo três de prata, com Prisca Awiti Alcaraz na categoria até 63 kg feminino do judô, Marco Verde na categoria até 71 kg masculino do boxe e com a dupla Osmar Olvera e Juan Celaya no trampolim de 3 metros sincronizado masculino dos saltos ornamentais. As outras duas medalhas, de bronze, foram conquistadas por Osmar Olvera no trampolim 3 m individual masculino e com a equipe feminina de tiro com arco.

## Medalhas
| Atleta                                           | Esporte            | Evento                               | Medalha |
| ------------------------------------------------ | ------------------ | ------------------------------------ | ------- |
| Prisca Awiti Alcaraz                             | Judô               | Até 63 kg feminino                   | Prata   |
| Osmar Olvera Juan Celaya                         | Saltos ornamentais | Trampolim 3 m sincronizado masculino | Prata   |
| Marco Verde                                      | Boxe               | Até 71 kg masculino                  | Prata   |
| Ángela Ruiz Alejandra Valencia Ana Paula Vázquez | Tiro com arco      | Equipes femininas                    | Bronze  |
| Osmar Olvera                                     | Saltos ornamentais | Trampolim 3 m individual masculino   | Bronze  |

## Competidores
Esta foi a participação por modalidade nesta edição:
| Esporte            | Masculino | Feminino | Total |
| ------------------ | --------- | -------- | ----- |
| Atletismo          | 9         | 9        | 18    |
| Badminton          | 1         | 0        | 1     |
| Boxe               | 2         | 2        | 4     |
| Canoagem           | 0         | 3        | 3     |
| Ciclismo           | 2         | 6        | 8     |
| Esgrima            | 1         | 0        | 1     |
| Ginástica          | 0         | 8        | 8     |
| Golfe              | 2         | 2        | 4     |
| Halterofilismo     | 0         | 1        | 1     |
| Hipismo            | 3         | 0        | 3     |
| Judô               | 0         | 2        | 2     |
| Lutas              | 2         | 0        | 2     |
| Natação            | 4         | 2        | 6     |
| Natação artística  | 0         | 9        | 9     |
| Pentatlo moderno   | 2         | 2        | 4     |
| Remo               | 2         | 1        | 3     |
| Saltos ornamentais | 5         | 4        | 9     |
| Surfe              | 1         | 0        | 1     |
| Taekwondo          | 1         | 1        | 2     |
| Tênis de mesa      | 1         | 1        | 2     |
| Tiro               | 2         | 3        | 5     |
| Tiro com arco      | 3         | 3        | 6     |
| Triatlo            | 2         | 2        | 4     |
| Vela               | 0         | 2        | 2     |
| Total              | 45        | 63       | 108   |